# Lavaufranche
Lavaufranche är en kommun i departementet Creuse i regionen Nouvelle-Aquitaine i de centrala delarna av Frankrike. Kommunen ligger i kantonen Boussac som tillhör arrondissementet Guéret. År 2022 hade Lavaufranche 241 invånare.

## Befolkningsutveckling
Antalet invånare i kommunen Lavaufranche
Referens:INSEE